# Дијалог о монодрами
„Дијалог о монодрами” је југословенски ТВ филм из 1993. године. Режирао га је Слободан Радовић а сценарио је написао Мирослав Беловић.

## Улоге
| Глумац            | Улога |
| ----------------- | ----- |
| Маја Димитријевић |       |